# Fejes István (pilóta)
Vitéz Fejes István  (Gyömöre, 1890. augusztus 30. – Budapest, 1951. május 1.)  az Osztrák–Magyar Monarchia 16 légi győzelmet elérő ászpilótája volt az első világháborúban.

## Élete

### Az első világháború
Fejes István 1890. augusztus 30-án született Gyömörén. 1912. október 15-én, 22 évesen lett a Székesfehérváron állomásozó 17. honvéd gyalogezred katonája. A világháború kitörése után egységét az orosz frontra vezényelték. 1914. szeptember 16-án megsebesült, majd felgyógyulása után, 1915. március 8-án az autócsapatokhoz irányították, ahol sofőrként szolgált. 1916 márciusában önként jelentkezett a Légjárócsapatokhoz és elvégezte a pilótatanfolyamot, igazolványát november 3-án kapta kézhez. 1917. február 3-án jelentkezett az olasz fronton harcoló, haidenschafti bázisú 19. repülőszázadnál, ahol Adolf Heyrowsky volt a parancsnoka. 
Első légi győzelmét 1917. április 17-én, harmadik bevetésén szerezte egy olasz Nieuport vadász lelövésével. Május 14-én újabb Nieuportot győzött le, május 19-én pedig megkapta táboripilóta-jelvényét. A következő napon Britof mellett egy ellenséges SPAD gépet kényszerített földre. Június 19-én felderítőgépére (megfigyelőtisztje Josef Pürer volt) egy Nieuport-kötelék támadt, amiből kettőt kilőttek (ám utólag csak az egyiket fogadták el igazoltnak), azonban erősen összelőtt gépével neki is kényszerleszállást kellett végrehajtania. Június 26-án Tahy Sándor volt a megfigyelője, amikor egy Caudron felderítő lelövésével Fejes megszerezte ötödik légi győzelmét és bekerült az ászpilóták elit klubjába.          
Fejes Istvánt a következőképpen értékelték feljebbvalói:  Komoly, szerény, szorgalmas és megbízható pilóta. Németül alig beszél. Kiváló műszaki ismeretekkel rendelkezik. 
1917 októberében átirányították az 51. vadászrepülő-századhoz. Vadászpilótaként először 1917. december 3-án tüntette ki magát, Visnadello fölött kilőtt egy megfigyelőballont. 1918 februárjában előléptették őrmesterré. Március 22-én megszerezte tizedik győzelmét, ellenfele egy brit R.E.8 felderítő volt. Március 30-án saját repülőtere fölött vívott légiharcot egy merész brit Sopwith Camellal. Az angol gép kényszerleszállást hajtott végre, de Fejes gépe is 46 találatot kapott, ő maga pedig megsebesült a sarkán. 1918. június 15-én, a második piavei csata első napján egy olasz SPAD lelövésével megszerezte tizenötödik légi győzelmét. Júliusban törzsőrmesteri előléptetést kapott, a ceremónián IV. Károly császár is jelen volt, aki éppen meglátogatta a századot.
Utolsó sikerére 1918. szeptember 1-én került sor, Arcade térségében egy Sopwith Camelt kényszerített földre. 16 igazolt légi győzelme mellett összesen négy megerősítetlent jelentett.  

### A háború után
A fegyverszünet után, a Tanácsköztársaság idején a 2. repülőosztály 8. századának (az egyetlen vadászegységnek) volt a tagja. Május 11-én Losonc mellett földi célpontokat lőtt és a légcsavar meghibásodása miatt kényszerleszállást hajtott végre. A cseh csapatok elfogták és augusztus 25-én fogolycsere révén jutott vissza Magyarországra. 1919 őszétől a Magyar Aeroforgalmi Rt. (MAEFORT) pilótája volt, Budapestről Szegedre és Szombathelyre szállított légipostát. Miután a Szövetséges Ellenőrző Bizottság feloszlatta a céget, a hadseregnél szolgált altisztként. 1924-ben Budapestről Szombathelyre került, ahol pilótaoktató volt, ő tanította Horthy Istvánt is. 1928-tól a Weiss Manfréd Acél- és Fémművek berepülő pilótája volt, majd elvégezte a megfelelő tanfolyamokat és Magyar Légiforgalmi Rt. pilótája lett. 1929-ben befogadták a vitézi rendbe. 1933 márciusában feleségül vette Kautczky Herminát és egy évvel később megszületett István nevű fia. 
1939-ben a megfelelő tanfolyamok elvégzése után hadnaggyá léptették elő. 1940-től a törzsrepülőszázad pilótája és műszaki tisztje, 1943-tól a budaörsi repülőtér műszaki segédtisztviselője volt. 1943 augusztusában főhadnagyi kinevezést kapott. A közeledő szovjet csapatok elől Bécsújhelyre vonult, ahol 1945 márciusában amerikai fogságba került. Egy évvel később került vissza Magyarországra, ahol rövidesen nyugállományba helyezték. 
Fejes István 1951. május 1-én halt meg Budapesten, 60 éves korában.

## Kitüntetései
- Arany Vitézségi Érem (négyszer)
- Ezüst Vitézségi érem I. osztály (háromszor)
- Ezüst Vitézségi Érem II. osztály (kétszer)
- Magyar Ezüst Érdemkereszt
- Magyar Ezüst Érdemérem
- Koronás Ezüst Érdemkereszt hadiszalagon
- Bronz Vitézségi Érem
- Károly Csapatkereszt
- Sebesültek Érme, szalagján három sebesülést jelző sávval
- Felvidéki Emlékérem
- Erdélyi Emlékérem
- Délvidéki Emlékérem
- 1912-1913. évi. Emlékkereszt

## Győzelmei
| Sorszám | Dátum              | Egység           | Repülőgép             | Ellenfél           | Helyszín         |
| ------- | ------------------ | ---------------- | --------------------- | ------------------ | ---------------- |
| 1       | 1917 április 17.   | 19. repülőszázad | Hansa-Brandenburg C.I | Nieuport felderítő | Gorizia légtere  |
| 2       | 1917 május 14.     | 19. repülőszázad | Hansa-Brandenburg C.I | Nieuport felderítő | Merna            |
| 3       | 1917 május 20.     | 19. repülőszázad | Hansa-Brandenburg C.I | SPAD               | Britof           |
| 4       | 1917 június 19.    | 19. repülőszázad | Hansa-Brandenburg C.I | Nieuport felderítő | Sober            |
| 5       | 1917 június 26.    | 19. repülőszázad | Hansa-Brandenburg C.I | Caudron            | Sober            |
| 6       | 1917 december 3.   | 51. vadászszázad | Albatros D.III        | Légi ballon        | Visnadello       |
| 7       | 1917 december 9.   | 51. vadászszázad | Albatros D.III        | SAML 2             | Trevisio         |
| 8       | 1917 december 10.  | 51. vadászszázad | Albatros D.III        | EA                 | Candelu          |
| 9       | 1918 március 18.   | 51. vadászszázad | Albatros D.III        | Sopwith Camel      | Salgareda        |
| 10      | 1918 március 22.   | 51. vadászszázad | Albatros D.III        | R.E.8              | Susegana-Salleto |
| 11      | 1918 március 30.   | 51. vadászszázad | Albatros D.III        | Sopwith Camel      | Oderzo légtere   |
| 12      | 1918 április 17.   | 51. vadászszázad | Albatros D.III        | Sopwith Camel      | Arcade           |
| 13      | 1918 május 1.      | 51. vadászszázad | Albatros D.III        | Sopwith Camel      | Breda di Piave   |
| 14      | 1918 május 22.     | 51. vadászszázad | Albatros D.III        | Sopwith Camel      | -                |
| 15      | 1918 június 15.    | 51. vadászszázad | Albatros D.III        | SPAD               | Arcade           |
| 16      | 1918 szeptember 1. | 51. vadászszázad | Albatros D.III        | Sopwith Camel      | Candelu          |